# Sideritis grandiflora
Sideritis grandiflora là một loài thực vật có hoa trong họ Hoa môi. Loài này được Salzm. ex Benth. miêu tả khoa học đầu tiên năm 1834.